# Вадюга
Вадюга — деревня в Верхнетоемском муниципальном округе Архангельской области России.

## География
Деревня находится в юго-восточной части Архангельской области, в подзоне средней тайги, в пределах северной окраины Восточно-Европейской равнины, на правом берегу реки Пинеги, на расстоянии примерно 91 километра (по прямой) к северо-востоку от села Верхняя Тойма, административного центра округа. Абсолютная высота — 121 метр над уровнем моря.

### Часовой пояс
Вадюга, как и вся Архангельская область, находится в часовой зоне МСК (московское время). Смещение применяемого времени относительно UTC составляет +3:00.

## Население
| 2002 | 2010 |
| ---- | ---- |
| 59   | ↘31  |

### Национальный состав
Согласно результатам переписи 2002 года, в национальной структуре населения русские составляли 98 %.